# Спінакер-гік

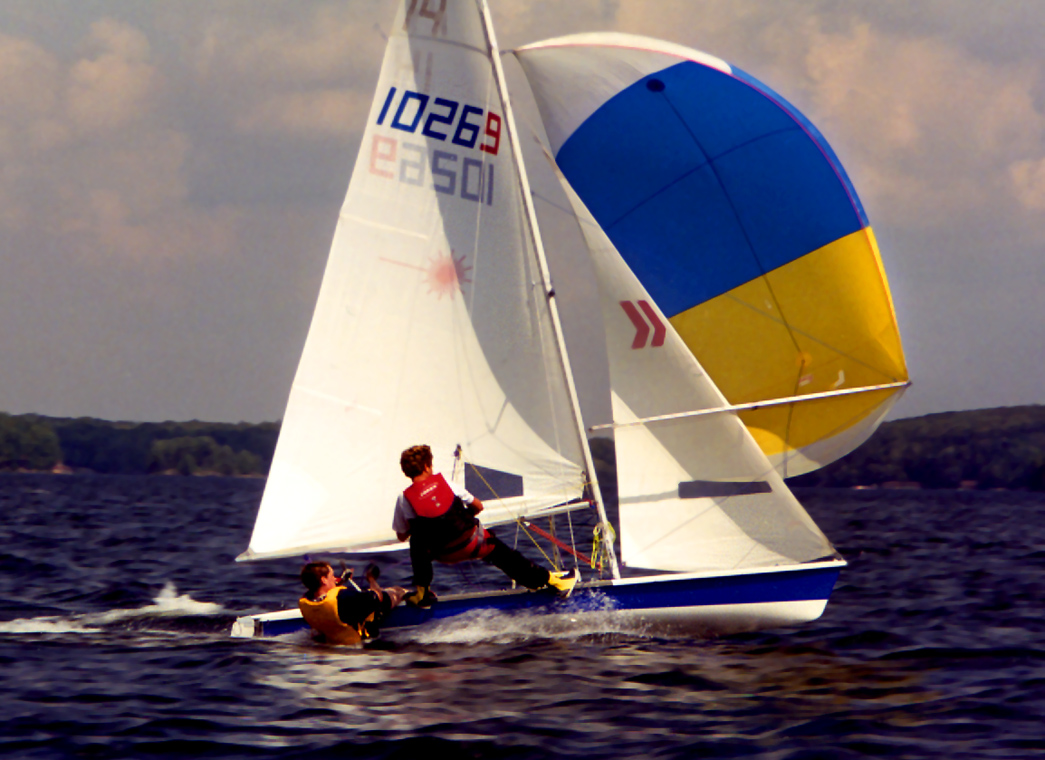
Спінакер-гік зі спінакером на вітрильному ялі Laser II

Спінакер-гік — рангоутне дерево, гік, що використовується на вітрильних човнах (як на дингі, так і на яхтах), щоб підтримувати та контролювати різноманітні передні вітрила, зокрема спінакер. Він також використовується з іншими вітрилами, такими як генуя та клівери, під час плавання проти вітру зі зпущеним спінакером (оскільки за такого курсу відносно вітру навантаження на спінакер-гік дуже невелике, іноді використовується спеціальний легкий спінакер-гік, що називається мартин-гіком).
Спінакер-гік розташовується на основі щогли, де є спеціальне кріплення для одного кінця гіка. Інший його кінець звисає над бортом з навітряної сторони човна. Один із тросів керування вітрила, з яким використовується гік (англ. guy, afterguy, іноді brace), проходить через кріплення на кінці спінакер-гіка. Це дозволяє точніше контролювати кут вітрила, до якого прикріплений трос.
Спеціальний трос, гіка-топенант, йде від середини спінакер-гіка до блока щогли. Він використовується, щоб підтримувати вагу спінакер-гіка. Інший трос, що називається відтяжкою, звисає вниз, щоб висоту гіка завжди можна було відрегулювати.